# Maskin och Bro

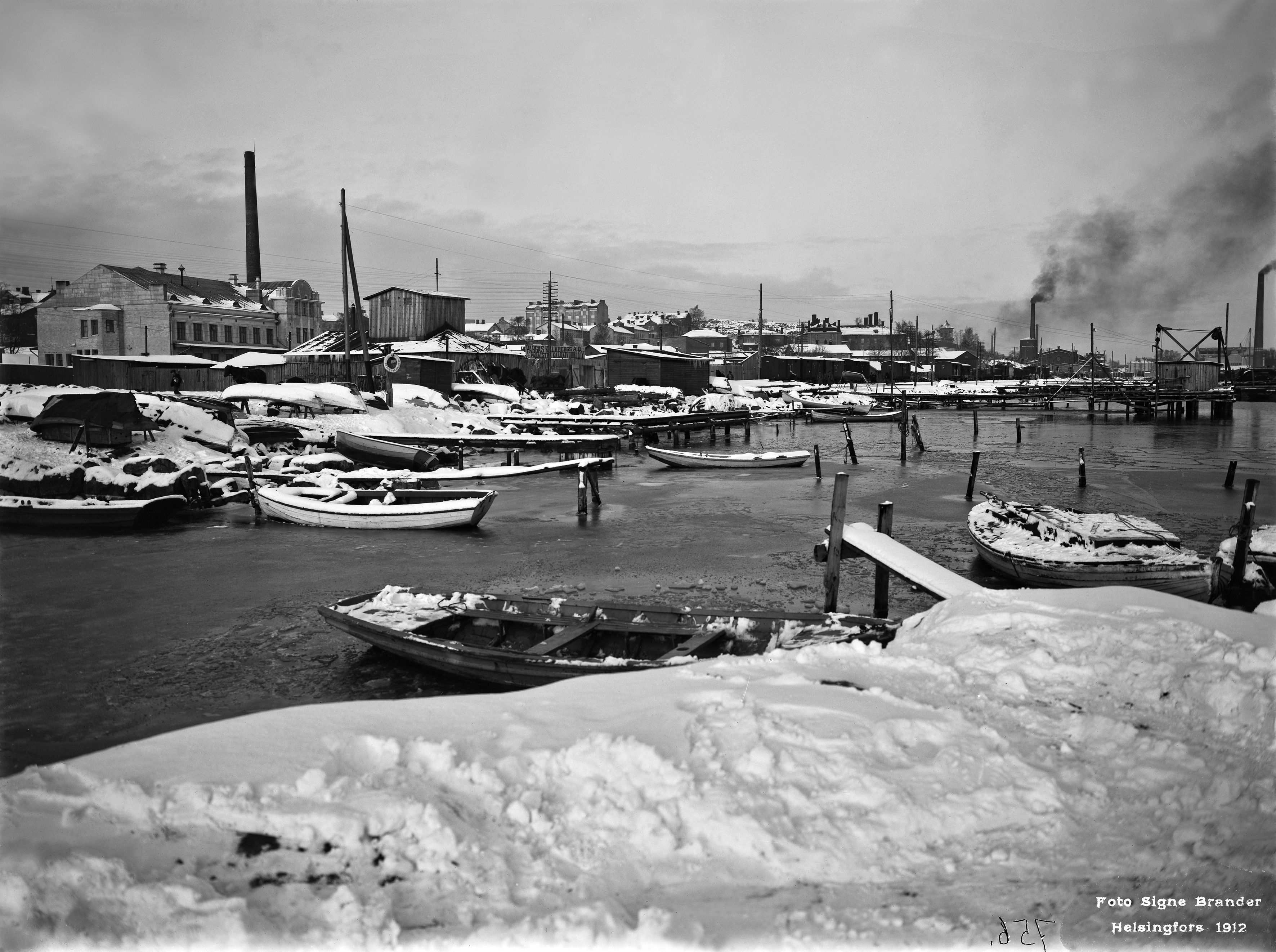
Industriområdet Sörnäs, 1912.
Foto: Signe Brander

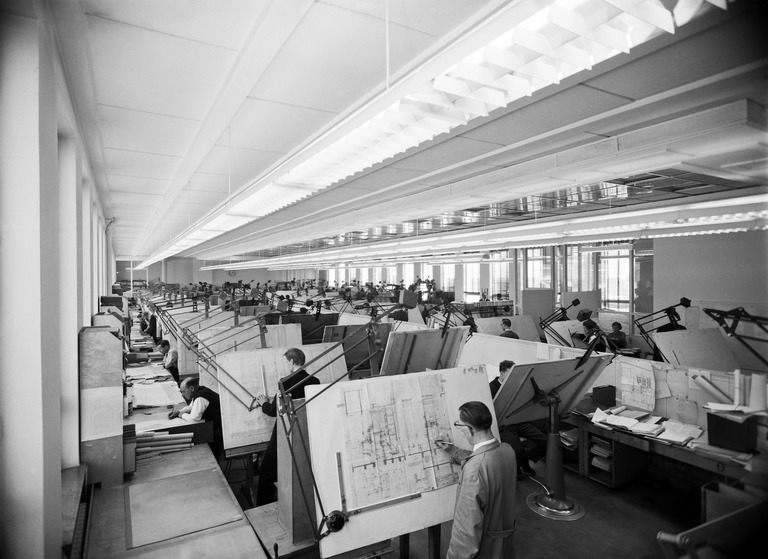
Ritkontor

Maskin- och Brobyggnads Ab (finska: Kone- ja Siltarakennus Oy), var ett i Helsingfors verksamt pionjärföretag inom finländsk metallindustri. 
Brobyggnads Ab grundades 1889 i Helsingfors för att leverera stålbroar till järnvägsnätet som var under byggnad. År 1891 fusionerades Brobyggnads Ab med Osbergs & Bades mekaniska verkstad (grundad 1860), varvid Maskin- och Brobyggnads Ab uppstod. Företaget växte snabbt tack vare leveranser av vagnar, fartyg och ammunition till ryska armén. Då den ryska marknaden rasade efter kejsardömets fall, lyckades företaget med målmedvetet arbete ta fram ersättande produkter, såsom ångpannor och cellullosakokare för den växande inhemska industrin. 
Nya konsumentprodukter, till exempel mjölkseparatorn Lacta, Abloylåset samt emaljerade kärl inarbetades, även på västliga exportmarknader. 
Det lönsamma och expanderande Maskin- och Brobyggnads Ab blev också ett stort varvsföretag genom förvärv 1926 av Ab Sandvikens Skeppsdocka och Mekaniska Verkstad i Helsingfors och 1931 av Ab Crichton-Vulcan Oy i Åbo. 
Av disponenter (verkställande direktörer) under Maskin- och Brobyggnads Ab:s glansperiod kan nämnas bergsrådet Karl Söderman (1892–1911) och minister Carl Enckell (1911–1917) samt bergsråden Julius Stjernvall (1917–1929) och Robert Lavonius (1929–1935). 
Det större företaget Maskin och Bro 1935 av det mindre Wärtsilä, som under Wilhelm Wahlforss ledning köpte aktiemajoriteten av Robert Mattsons dödsbo. Under 1960-talet avvecklades Maskin och Bro som en självständig enhet. Maskin och Bros fabriksområde i Sörnäs såldes 1974 och fabriksbyggnaderna ersattes av bostäder i Havshagen. Verksamhet som Maskin och Bro genererat och som kvarstår idag är tillverkningen av maskiner för pappersindustrin vid Wärtsiläs fabrik i Träskända och av Abloylås vid fabriken i Joensuu.

## Byggda fartyg i urval
- Sveaborg, minutläggare, 1904
- Hämeenmaa, kanonbåt, 1917
- Uusimaa, kanonbåt, 1917
- Saukko, ubåt, 1930 (Sandvikens varv)